# West Roy Lake
West Roy Lake – jednostka osadnicza w Stanach Zjednoczonych, w stanie Minnesota, w hrabstwie Mahnomen.